# Alucarda, la hija de las tinieblas
Alucarda, la hija de las tinieblas es una película de terror sobrenatural mexicana en idioma inglés de 1978, dirigida por Juan López Moctezuma a partir de un guion que escribió con Alexis Arroyo. Está protagonizada por Tina Romero. Narra la historia de dos huérfanas que viven en un convento católico y se ven enfrentadas a una posesión diabólica. A pesar de ser una película mexicana, fue originalmente filmada en inglés, como se puede evidenciar en los diálogos de los actores. Fue lanzada en cines en México el 26 de enero de 1978.

## Argumento
Los sucesos tienen lugar en un convento católico en México que sirve a la vez como orfanato. Alucarda, una huérfana de quince años, ha vivido en el convento toda su vida. Justine, otra huérfana de edad similar, llega al convento. Ella y Alucarda estrechan una fuerte amistad, hasta el extremo de casi desearse sexualmente.
Mientras juegan en un bosque cercano al convento, las niñas se topan con unos extraños gitanos, los cuales atraen una presencia diabólica al abrir un ataúd. A partir de allí, una serie de eventos extraños empiezan a azotar al convento.

## Reparto

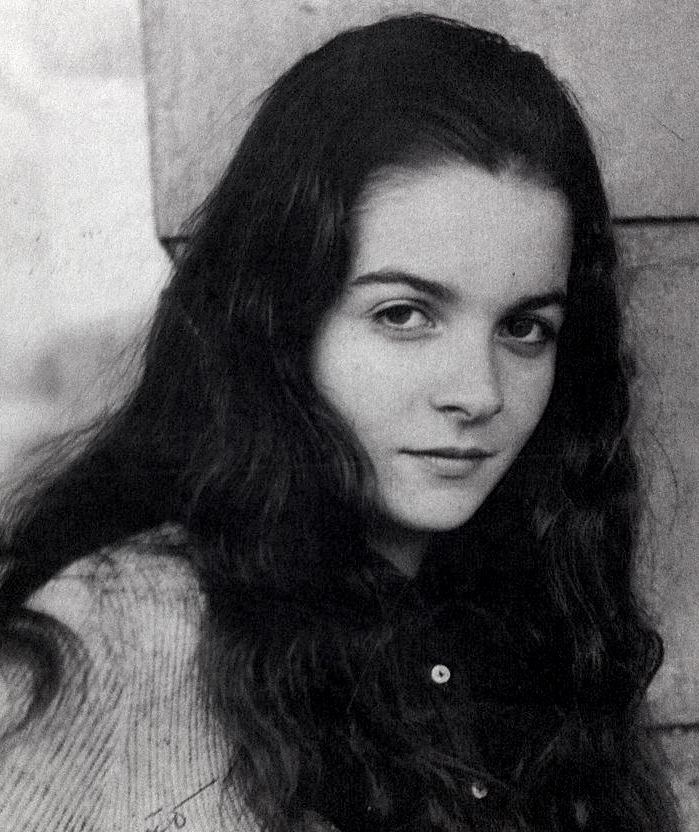
Tina Romero, protagonista de la película.

- Tina Romero como Alucarda/Lucy Westenra.
- Susana Kamini como Justine.
- David Silva como el padre Lázaro.
- Claudio Brook como el doctor Oszek
- Lily Garza como Daniela Oszek.
- Tina French como la hermana Angélica.
- Birgitta Segerskog como la madre superiora.
- Adriana Roel como la hermana Germana.
- Martín LaSalle como el hermano Felipe.
- Edith González como niña del pueblo (no acreditada).

## Temática
Alucarda, la hija de las tinieblas aborda temas tan controvertidos como el satanismo, el asesinato, la posesión infernal, el exorcismo, las orgías y el lesbianismo, todo ello envuelto en la religión. Eso hizo que generase mucha polémica y fuera duramente criticada en la época de su estreno. Debido a su violencia extrema, escenas de sacrilegio y perversidad en torno a la religión y la moral, la película ha acabado convirtiéndose en todo un referente para los fanáticos del horror gótico.
La película ha sido comparada con The Devils de Ken Russell (1971) y El exorcista de William Friedkin (1973), ya que se estrenó pocos años después de ambas películas y su trama guarda ciertos parecidos con la de ambas. También se pueden apreciar similitudes con Carrie, de Brian De Palma (1976).

## Recepción
Tras su estreno en enero de 1978 en México, nunca recibió demasiada atención por parte de la audiencia y la crítica, pero eso ha ido cambiando con el paso de los años. El columnista Michael Weldon de la Psychotronic Guide of Video se refirió a ella como «la película más fuerte, imaginativa y visual desde The Devils de Ken Russell». El reconocido director mexicano Guillermo del Toro también ha expresado su aprecio por ella y por otros trabajos cinematográficos del director Juan López Moctezuma.